# Francesca Salesia

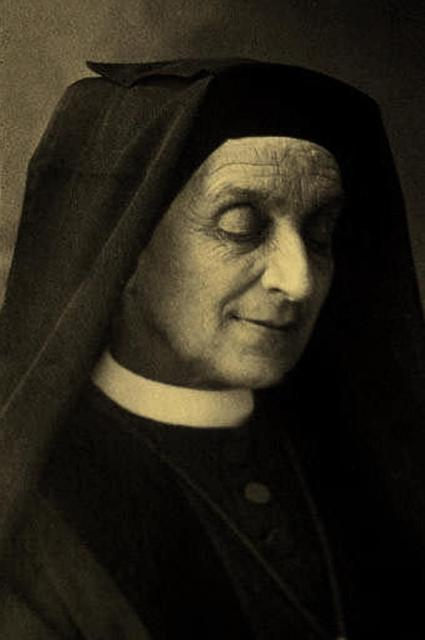
Francesca Salesia

Francesca Salesia (egentligen Léonie Aviat), född 16 september 1844 i Sézanne i Frankrike, död 10 januari 1914 i Perugia i Italien, blev helgonförklarad 25 november 2001 av påven Johannes Paulus II. Hon grundade tillsammans med Fader Louis Brisson och Moder Marie Therese de Sales Chappuis församlingen "Sister Oblates of St. Francis de Sales" i Troyes i Frankrike. Där ansvarade hon för att hjälpa unga kvinnor som strömmade in till städerna under den industriella revolutionen. Hon öppnade hem och startade skolor för arbetarklassens flickor.

## Utbildning
Francesca Salesia döptes den 17 september 1844, konfirmerades den 2 juli 1856 och utbildades vid skolan Visitation i Troyes från elva års ålder till sexton års ålder. Hon blev omvänd den 11 april 1866, blev nunna den 30 oktober 1868 med namnet syster Frances de Sales och avgav sitt sista löfte 11 oktober 1871.

## Italien
11 april 1904 lämnade hon Frankrike på grund av religiös förföljelse och startade sin församling igen i Perugia i Italien. Församlingen blev godkänd av påven Pius X år 1911.